# Pseudozarba
Pseudozarba là một chi bướm đêm thuộc họ Noctuidae.

## Loài
- Pseudozarba abbreviata Rothschild, 1921
- Pseudozarba bella Rothschild, 1921
- Pseudozarba bipartita Herrich-Schäffer, 1850
- Pseudozarba excavata Walker, 1865
- Pseudozarba hemiplaca Meyrick, 1902
- Pseudozarba leucopera Hampson, 1910
- Pseudozarba mianoides Hampson, 1893
- Pseudozarba opella Swinhoe, 1885
- Pseudozarba orthopetes Meyrick, 1897
- Pseudozarba ozarbica Hampson, 1910
- Pseudozarba cây mậnbicilia Draudt, 1950
- Pseudozarba reducta Warren, 1913
- Pseudozarba rufigrisea Warren, 1913